# Neodim
Neodim (simbol Nd) este elementul chimic cu numărul atomic 60. A fost descoperit de chimistul austriac Carl Auer von Welsbach în 1895.

## Etimologie
Numele acestui element vine de la cuvintele grecești νέος, transliterat: nêos, „nou” și δίδυμος, transliterat: dîdymos, „geamăn”. Într-adevăr, chimiștii au crezut mult timp că amestecul de oxid de praseodim-neodim era un corp simplu, până când Carl Auer von Welsbach le-a separat în 1895.

## Caracteristici
Este un metal gri-argintiu, din grupa pământurilor rare. Face parte din familia lantanidelor. La temperatura ambiantă, este ductil, maleabil și se oxidează rapid în aer.
- Masa atomică: 144,24 g/mol
- Densitatea la 20 °C: 7010 kg/m³
- Punctul de topire: 1024 °C
- Punctul de fierbere: 3074 °C [2]